# Nabyszyce
Nabyszyce is een plaats in het Poolse district  Ostrowski (Groot-Polen), woiwodschap Groot-Polen. De plaats maakt deel uit van de gemeente Odolanów en telt 630 inwoners.